# KSquirrel
KSquirrel — просмотрщик изображений для KDE с навигатором по диску, файловым деревом, эскизами, расширенными эскизами, динамической поддержкой форматов, интерфейсом DCOP и, начиная с 0.7.0-pre1, поддержкой KIPI плагинов и KEXIF.
Текущая версия: 0.8.0 (обновлено 12 декабря 2007 г.). К этому времени KSquirrel поддерживает 57 форматов изображений Архивная копия от 14 сентября 2005 на Wayback Machine, включая SVG, CRW, NEF, MNG, JPEG2000, XCF, DXF, JPEG, APNG и др.
Кодеки изображений от KSquirrel были переименованы в 2020 году в облегченную кроссплатформенную библиотеку изображений под названием SAIL под лицензией MIT.